# 2-aminopyridine
2-aminopyridine is een toxische organische verbinding met als brutoformule C5H6N2. De stof komt voor onder de vorm van kleurloze of witte kristallen of als poeder. De stof is zeer goed oplosbaar in water.

## Toxicologie en veiligheid
De stof ontleedt bij verbranding met vorming van stikstofoxiden. Ze reageert met sterk oxiderende stoffen, waardoor brand- en ontploffingsgevaar ontstaat. De oplossing in water is een sterke base, ze reageert hevig met zuur en is corrosief.